# 니클라스 에크베리
라르스 니클라스 에크베리(스웨덴어: Lars Niclas Ekberg, 1988년 12월 23일~)는 스웨덴의 핸드볼 선수로 포지션은 라이트윙이다. 현재 스웨덴 한드볼슬리간의 위스타스 IF 소속으로 뛰고 있다. 그는 2012년부터 2024년까지 독일 핸드볼 분데스리가의 THW 킬 소속으로 뛰면서 EHF 챔피언스리그 1회(2020) 우승을 차지했다.
에크베리는 2008년부터 2023년까지 스웨덴 핸드볼 국가대표팀의 일원으로 활동했으며 스웨덴 국가대표 선수로서 210경기에 출전하여 841골을 기록했다. 그는 2012년 하계 올림픽에서 은메달을 획득했으며 유럽 선수권 대회에서 금메달 1개와 은메달 1개를 획득했다.